# Calacondo
Calacondo (auch: Khala Contu) ist eine Ortschaft im Departamento Potosí im südamerikanischen Andenstaat Bolivien.

## Lage im Nahraum
Calacondo liegt in der Provinz Alonso de Ibáñez und ist der zweitgrößte Ort im Cantón Jankho Jankho im Municipio Caripuyo. Die Ortschaft liegt auf einer Höhe von 4073 m in der Cordillera Azanaques am Río Patiri, der hier in südöstlicher Richtung fließt.

## Geographie
Calacondo liegt in den nördlichen Ausläufern der bolivianischen Cordillera Central und weist ein ausgeprägtes Tageszeitenklima auf, bei dem die mittlere Temperaturschwankung im Tagesverlauf deutlicher ausfällt als im Jahresverlauf.
Die Jahresdurchschnittstemperatur beträgt etwa 10 °C (siehe Klimadiagramm Oruro), die Monatswerte schwanken zwischen 6 °C im Juni/Juli und knapp 14 °C im November/Dezember. Das Klima ist semiarid, die monatlichen Niederschläge von April bis Oktober liegen unter 20 mm, nur von Dezember bis März fallen nennenswerte Niederschläge zwischen 65 und 75 mm im Monat.

## Verkehrsnetz
Calacondo liegt in einer Entfernung von 303 Straßenkilometern nordwestlich von Potosí, der Hauptstadt des gleichnamigen Departamentos.
Von Potosí aus führt die Nationalstraße Ruta 1 in nordwestlicher Richtung über 109 Kilometer bis zur Ortschaft Ventilla. Dort zweigt eine unbefestigte Landstraße nach Nordosten ab und erreicht nach 33 Kilometern die Stadt Macha. Sie trifft dort auf die Ruta 6, die über Uncía und Llallagua in nordwestlicher Richtung nach Oruro führt. Vierzehn Kilometer hinter Llallagua zweigt eine unbefestigte Landstraße nach Nordosten ab und erreicht nach 39 Kilometern Caripuyo. Von dort sind es noch einmal 21 Kilometer in nordwestlicher Richtung bis Jankho Jankho.
Am westlichen Ortsausgang von Jankho Jankho zweigt eine Nebenstraße nach Norden ab, die nach 700 Metern nach Nordosten abbiegt. Nach weiteren 700 Metern zweigt eine andere Nebenstraße nach Norden ab und trifft nach noch einmal 700 Metern auf eine Verbindungsstraße, auf der man nach noch einmal 700 Metern in nordwestlicher Richtung Calacondo erreicht.

## Bevölkerung
Die Einwohnerzahl des Ortes ist in dem Jahrzehnt zwischen den beiden letzten Volkszählungen unverändert geblieben:
| Jahr | Einwohner         | Quelle       |
| ---- | ----------------- | ------------ |
| 1992 | keine Detaildaten | Volkszählung |
| 2001 | 66                | Volkszählung |
| 2012 | 65                | Volkszählung |
| 2024 |                   | Volkszählung |

Die Region weist einen deutlichen Anteil an Aymara-Bevölkerung auf, im Municipio Caripuyo sprechen 68,3 Prozent der Bevölkerung die Aymara-Sprache.